# Ram Kapse
Ramchandra „Ram“ Ganesh Kapse (Marathi राम कापसे; * 1. Dezember 1933 in Nashik, Bombay; † 29. September 2015 in Kalyan, Maharashtra) war ein indischer Politiker der Bharatiya Janata Party (BJP), der unter anderem zwischen 2004 und 2006 mit einer kurzen Unterbrechung Vizegouverneur der Andamanen und Nikobaren war.

## Leben
Kapse absolvierte nach dem Schulbesuch ein Studium der Rechtswissenschaften an der University of Mumbai, das er mit einem Bachelor of Laws (LL.B.) abschloss. Ein weiteres Studium an der University of Mumbai schloss er mit einem Master of Arts (M.A.) ab und war später als Professor tätig.
Seine politische Laufbahn begann er im Bundesstaat Maharashtra und war zunächst zwischen 1962 und 1974 Mitglied des Stadtrates von Kalyan. Er wurde 1978 zum Mitglied der Legislativversammlung (Vidhan Sabha) von Maharashtra gewählt, der er bis 1989 angehörte. Während dieser Zeit war er von 1979 bis 1980 Vorsitzender der Stadt- und Wirtschaftsentwicklungsgesellschaft des Bundesstaates sowie Mitglied verschiedener Ausschüsse der Legislativversammlung sowie Vorsitzender der dortigen BJP-Fraktion.
Kapse wurde als Kandidat der rechtskonservativen hindu-nationalistischen Bharatiya Janata Party bei der Wahl im November 1989 in dem in Maharashtra gelegenen Wahlkreis 25 Thane zum Mitglied der Lok Sabha gewählt. Nach seiner Wiederwahl bei der Wahl im Mai und Juni 1991 gehörte er der Lok Sabha bis zum Ende der zehnten Legislaturperiode am 7. Mai 1996 an. Während dieser Zeit fungierte er zwischen 1993 und 1994 als Vorsitzender des Unterhausausschusses für Ernährung, zivile Versorgung und öffentliche Verteilung.
Nach seinem Ausscheiden aus der Lok Sabha wurde Kapse am 27. September 1996 Mitglied der Rajya Sabha, des Oberhauses des Parlaments, dem er bis zum 4. Juli 1998 angehörte.
Als Nachfolger von Nagendra Nath Jha wurde Kapse am 5. Januar 2004 Vizegouverneur des Unionsterritoriums der Andamanen und Nikobaren, nachdem er am 23. Dezember 2003 für dieses Amt nominiert worden war, und bekleidete dieses Amt bis zu seiner Ablösung durch den Vizegouverneur von Puducherry, Madan Mohan Lakhera, am 30. Mai 2005. Lakhera hatte zuvor während der medizinischen Behandlung von Kapse seit dem 12. Februar 2005 das Amt des Vizegouverneurs bereits kommissarisch bekleidet. Während seiner Amtszeit erregte Kapse dadurch Aufsehen, dass er sich für eine Niederlassungsbeschränkung auf den Andamanen und Nikobaren aussprach. Ausländer, aber auch Inder vom Festland sollten nicht ohne weiteres ihren Wohnsitz auf den Inseln nehmen können, da durch den Zuzug von außen die autochthone Kultur der Inselbewohner und das fragile Ökosystem der Inseln gefährdet würde.
Kapse starb nach achtjähriger Erkrankung am 29. September 2015 in Kalyan-Dombivli. Aus seiner Ehe mit Shrimati Smita gingen zwei Söhne und eine Tochter hervor.